# Bronson Koenig
Bronson Koenig, né le 13 novembre 1994, à La Crosse, au Wisconsin, est un joueur américain de basket-ball. Il évolue au poste d'arrière.